# Criticitat
Criticitat, és l'estat del medi reactiu d'una cadena nuclear quan la reacció de cadena és auto-sostinguda (o crítica), això vol dir, quan la reactivitat és zero. En un sentit més ampli, el terme també es fa servir pels estats en els que la reactivitat és més gran que zero.

## Aplicacions
En el context d'un reactor nuclear, particularment en una planta d'energia nuclear, criticitat es refereix a la condició operativa normal d'un reactor, en la qual el combustible nuclear sosté una reacció de fissió en cadena. Un reactor assoleix la criticitat, (i és diu que és críticc) quan cada esdeveniment de fissió allibera un nombre suficient de neutrons per sostenir una sèrie de reaccions.
L'Agència Internacional d'Energia Atòmica també defineix el first criticality date com la data quan el reactor esdevé crític per primer cop. Això és una fita important en la construcció i posada en marxa d'una planta d'energia nuclear. Per exemple, a l'Índia el segon reactor de Planta de d'Energia Nuclear de Kudunkulam va esdevenir crític el 10 de juliol de 2016. A la Xina Qinshan 1, Xina la primera planta d'energia nuclear dissenyada i construïda per l'ús domèstic va aconseguir la criticitat per primera vegada el 31 d'octubre de 1991.